# Soave
Pour les articles homonymes, voir Soave (homonymie).
Soave est une commune de la province de Vérone dans la Vénétie en Italie. En 2016, sa population est de 7 146 habitants.

## Géographie
Soave est située à 23 km à l'est de Vérone. Elle est située près de l'autoroute A4.

## Histoire
Soave était un centre romain sur la via Postumia qui reliait Aquilée à Gênes. Il y a différents noms sur l'origine du nom actuel: selon une théorie, elle pourrait dériver des Suèves (parfois appelé Soavi en italien médiéval).
Le château a été cité pour la première fois à l'occasion des invasions des Magyars en 934. Au XIIIe siècle, elle était une possession des comtes Bonifacio, qui y ont installé une capitainerie. Les murs encore visibles aujourd'hui, ont été construits en 1379 par Cansignorio de la famille Scaliger. Leur règle fut suivie par celles des Visconti de Milan et de la Maison de Carrare. Cette dernière a perdu Soave en 1405 pour la République de Venise. En 1439, les troupes des Visconti sous Niccolò Piccinino la récupère, mais Venise la reprend rapidement. Au cours de la guerre de la Ligue de Cambrai (1508), la ville a été incendiée et 366 Soavesi furent tués. En 1515, elle a été reconquise par Venise, qui a ensuite vendu le château à la famille noble des Gritti.
En 1797-1805, la ville est sous la domination française. En 1809, il y a des petits combats entre les troupes françaises et autrichiennes à proximité. Plus tard, Soave est incluse dans le royaume de Lombardie-Vénétie, et en 1866 est devenu une partie de l'Italie.

## Économie
- Le vignoble Soave.

## Lieux et monuments
- Le château médiéval (it) qui domine la ville depuis une colline. Il comprend un donjon et trois lignes de fortifications.
- Les remparts (1369)
- Le sanctuaire Santa Maria della Bassanella (it), sanctuaire marial lié à une apparition de la Vierge.
- Église San Lorenzo (it)
- Église Santa Maria dei Domenicani (it)
- Palais de Justice (it)

## Administration
| Période                                  | Période  | Identité        | Étiquette | Qualité |
| ---------------------------------------- | -------- | --------------- | --------- | ------- |
| 11/06/2017                               | En cours | Gaetano Tebaldi |           |         |
| Les données manquantes sont à compléter. |          |                 |           |         |

### Hameaux
Castelletto, Castelcerino, Costeggiola, Fittà

### Communes limitrophes
Belfiore, Cazzano di Tramigna, Colognola ai Colli, Montecchia di Crosara, Monteforte d'Alpone, San Bonifacio

## Jumelages
- Claye-Souilly (France)
- Kelheim (Allemagne)